# Куп европских шампиона 1968/69.
Куп европских шампиона 1968/69. је било 14. издање Купа шампиона, најјачег европског клупског фудбалског такмичења. Финале је одиграно 28. маја 1969. на стадиону Сантијаго Бернабеу у Мадриду, где је Милан са 4:1 победио Ајакс, и тако освојио свој други трофеј Купа шампиона (претходни 1963). Милан је такође на путу до трофеја у полуфиналу елиминисао Манчестер јунајтед, браниоца трофеја из претходне сезоне. 
Неколико клубова из источне Европе се повукло из такмичења јер је УЕФА упарила све источноевропске клубове да играју једни против других, а то је урађено јер су западне државе претиле да ће бојкотовати такмичење због инвазије Совјетског Савеза на Чехословачку. Енглеска је једина имала два представника, поред Манчестер јунајтед, освајача Купа шампиона из претходне сезоне, још је играо и Манчестер сити, првак Енглеске у претходној сезони.
На свакој утакмици је била дозвољена замена два играча; уведени су обавезни датуми мечева (две недеље између мечева), који су били фиксирани на среду; правило гола у гостима је проширено на цело такмичење, а у случају да су клубови након два меча изједначени играла би се трећа утакмица да одлучи победника.

## Прво коло
| Тим #1             | рез. | Тим #2             | прва утакмица | друга утакмица |
| ------------------ | ---- | ------------------ | ------------- | -------------- |
| Малме              | 3:5  | Милан              | 2:1           | 1:4            |
| Сент Етјен         | 2:4  | Селтик             | 2:0           | 0:4            |
| Црвена звезда      | –1   | Карл Цајс Јена     | –             | –              |
| Вотерфорд јунајтед | 2:10 | Манчестер јунајтед | 1:3           | 1:7            |
| Андерлехт          | 5:2  | Гленторан          | 3:0           | 2:2            |
| Розенборг          | 4:6  | Рапид Беч          | 1:3           | 3:3            |
| Реал Мадрид        | 12:0 | АЕЛ Лимасол        | 6:0           | 6:0            |
| Нирнберг           | 1:5  | Ајакс              | 1:1           | 0:4            |
| Манчестер сити     | 1:2  | Фенербахче         | 0:0           | 1:2            |
| Валур              | 1:8  | Бенфика            | 0:0           | 1:8            |
| Флоријана          | 1:3  | Рејипас Лахти      | 1:1           | 0:2            |
| Стеауа Букурешт    | 3:5  | Спартак Трнава     | 3:1           | 0:4            |
| АЕК Атина          | 5:3  | Женес Еш           | 3:0           | 2:3            |
| Цирих              | 3:4  | Академиск БК       | 1:3           | 2:1            |
| Динамо Кијев       | –1   | Рух Хожов          | –             | –              |
| Левски-Спартак     | –1   | Ференцварош        | –             | –              |

1 Карл Цајс Јена, Динамо Кијев, Рух Хожов, Левски Софија и Ференцварош су се повукли из такмичења (погледај увод).

## Осмина финала
| Тим #1             | рез. | Тим #2         | прва утакмица | друга утакмица |
| ------------------ | ---- | -------------- | ------------- | -------------- |
| Селтик             | 6:2  | Црвена звезда  | 5:1           | 1:1            |
| Манчестер јунајтед | 4:3  | Андерлехт      | 3:0           | 1:3            |
| Рапид Беч          | 2:21 | Реал Мадрид    | 1–0           | 1–2            |
| Ајакс              | 4:0  | Фенербахче     | 2:0           | 2:0            |
| Рејипас Лахти      | 2:16 | Спартак Трнава | 1:9           | 1:7            |
| АЕК Атина          | 2:0  | Академиск БК   | 0:0           | 2:0            |

Напомена: Милан и Бенфика су се преко жреба (који се одржавао због одустајања источноевропских екипа) пласирали директно у четвртфинале.
1 Рапид Беч се квалификовао у четвртфинале по правилу више голова постигнутих у гостима.

## Четвртфинале
| Тим #1             | рез. | Тим #2    | прва утакмица | друга утакмица |
| ------------------ | ---- | --------- | ------------- | -------------- |
| Милан              | 1:0  | Селтик    | 0:0           | 1:0            |
| Манчестер јунајтед | 3:0  | Рапид Беч | 3:0           | 0:0            |
| Ајакс              | 4:41 | Бенфика   | 1:3           | 3:1            |
| Спартак Трнава     | 3:2  | АЕК Атина | 2:1           | 1:1            |

1 Ајакс победио Бенфику са 3:0 у утакмици разигравања и прошао у полуфинале.

## Полуфинале
| Тим #1 | рез. | Тим #2             | прва утакмица | друга утакмица |
| ------ | ---- | ------------------ | ------------- | -------------- |
| Милан  | 2:1  | Манчестер јунајтед | 2:0           | 0:1            |
| Ајакс  | 3:2  | Спартак Трнава     | 3:0           | 0:2            |

## Финале
| Милан                          | 4 : 1 | Ајакс              |
| ------------------------------ | ----- | ------------------ |
| Прати 7, 40, 75’ · Сормани 67’ |       | Васовић 60’ (пен.) |

| Победник Лиге шампиона 1968/69. |
| ------------------------------- |
| ФК Милан 2. титула              |

## Најбољи стрелци
| Поз | Играч               | Клуб               | Голова |
| --- | ------------------- | ------------------ | ------ |
| 1   | Денис Лоу           | Манчестер јунајтед | 9      |
| 2   | Јохан Кројф         | Ајакс              | 6      |
| 2   | Пјерино Прати       | Милан              | 6      |
| 4   | Јозеф Адамец        | Спартак Трнава     | 5      |
| 4   | Валер Швец          | Спартак Трнава     | 5      |
| 4   | Жозе Аугусто Торес  | Бенфика            | 4      |
| 7   | Џерард Бергхолц     | Андерлехт          | 4      |
| 7   | Инге Данијелсон     | Ајакс              | 4      |
| 7   | Од Иверсен          | Розенборг          | 4      |
| 7   | Ладислав Куна       | Спартак Трнава     | 4      |
| 7   | Пири                | Реал Мадрид        | 4      |
| 12  | Карол Добиаш        | Спартак Трнава     | 3      |
| 12  | Душан Кабат         | Спартак Трнава     | 3      |
| 12  | Гинтер Калтенбрунер | Rapid Vienna       | 3      |
| 12  | Мимис Папајоану     | АЕК Атина          | 3      |
| 12  | Анђело Сормани      | Милан              | 3      |
| 12  | Сјак Сварт          | Ајакс              | 3      |
| 12  | Мануел Веласкез     | Реал Мадрид        | 3      |